# Mount Achilles (Admiralitätsberge)
Mount Achilles ist ein markanter, pyramidenförmiger und 2880 m hoher und verschneiter Berg, der in den Admiralitätsbergen im ostantarktischen Viktorialand an der Wasserscheide zwischen dem Fitch-Gletscher und dem Man-o-War-Gletscher aufragt.
Teilnehmer der New Zealand Geological Survey Antarctic Expedition (1957–1958) benannten ihn nach dem neuseeländischen Kriegsschiff Achilles.